# Astrid Panosyan-Bouvet
Astrid Panosyan-Bouvet (ur. 13 sierpnia 1971 w Paryżu) – francuska polityk i menedżer, deputowana, w 2024 minister pracy i zatrudnienia, od 2024 minister przy ministrze pracy, zdrowia, solidarności i rodziny.

## Życiorys
Córka Ormianina i Norweżki. Absolwentka szkoły biznesowej HEC Paris oraz Instytutu Nauk Politycznych w Paryżu. Kształciła się również na Uniwersytecie Harvarda, na którym uzyskała magisterium z administracji publicznej. Pracowała w przedsiębiorstwach ubezpieczeniowych Axa i Groupama, w latach 2011–2015 pełniła funkcję sekretarza generalnego drugiego z nich. W 2015 objęła funkcję dyrektora generalnego w kompanii Unibail-Rodamco-Westfield, którą pełniła do 2021.
Była związana z Partią Socjalistyczną. W 2001 została radną 9. dzielnicy Paryża. W kampanii wyborczej w 2007 wspierała François Bayrou. Była potem doradczynią Emmanuela Macrona, gdy ten pełnił funkcję ministra. W 2016 należała do współzałożycieli En Marche!, ugrupowania zainicjowanego przez Emmanuela Macrona. W 2022 po raz pierwszy uzyskała mandat deputowanej do Zgromadzenia Narodowego. Z powodzeniem ubiegała się o poselską reelekcję w wyborach w 2024.
We wrześniu 2024 dołączyła do rządu Michela Barniera, obejmując w nim stanowisko ministra pracy i zatrudnienia. W grudniu tego samego roku w nowo powołanym gabinecie François Bayrou została natomiast ministrem do spraw pracy i zatrudnienia przy ministrze pracy, zdrowia, solidarności i rodziny.

## Odznaczenia
- Kawaler Orderu Narodowego Zasługi (2013)[7]